# Caio Júnior
Luiz Carlos Saroli dit Caio Júnior, né le 8 mars 1965 à Cascavel et mort le 28 novembre 2016 à La Unión, est un footballeur puis entraîneur brésilien.
Il meurt le 28 novembre 2016, dans le crash du vol 2933 LaMia Airlines.

## Biographie

### Carrière de joueur
Caio Júnior joue au Brésil et au Portugal. Il évolue notamment pendant cinq saisons avec le club portugais du Vitória Guimarães.
Il dispute 140 matchs en première division portugaise, inscrivant 31 buts. Il marque 11 buts en deuxième division portugaise lors de la saison 1992-1993. Il joue également 37 matchs en Serie A brésilienne, pour 10 buts.

### Carrière d'entraîneur
Il officie comme entraîneur au Brésil, au Japon, au Qatar, et aux Émirats arabes unis.

## Palmarès

### Joueur
- Vainqueur du Campeonato Gaúcho en 1985, 1986 et 1987 avec Grêmio
- Vainqueur de la Supercoupe du Portugal en 1988 avec le Vitória Guimarães
- Champion du Portugal de D2 en 1993 avec l'Estrela Amadora
- Vainqueur du Campeonato Gaúcho en 1994 avec le Internacional
- Vainqueur du Campeonato Paranaense en 1997 avec le Paraná Clube

### Entraîneur
- Champion du Qatar en 2010 avec Al-Gharafa
- Vainqueur de la Qatari Stars Cup en 2009 avec Al-Gharafa
- Vainqueur de la Coupe des Émirats arabes unis en 2012 avec Al-Jazira
- Vainqueur du Campeonato Baiano en 2013 avec Vitória
- Vainqueur de la Copa Sudamericana en 2016 avec Chapecoense (à titre posthume)

### Distinctions personnelles
- Meilleur buteur du Campeonato Gaúcho en 1985 avec 15 buts